# Phidim
Phidim (nep. फिदिम, trl. Phidīm, trb. Phidim) – gaun wikas samiti we wschodniej części Nepalu w strefie Meći w dystrykcie Panchthar. Według nepalskiego spisu powszechnego z 2001 roku liczył on 2927 gospodarstw domowych i 13652 mieszkańców (6798 kobiet i 6854 mężczyzn).